# Gesellschaft (Gesellschaftsrecht)
Eine Gesellschaft (societas) ist im Sinne des Gesellschaftsrechtes in Deutschland eine auf unbestimmte Zeit gegründete Personenvereinigung zur Verfolgung eines gemeinsamen Zwecks. Sie tritt überwiegend als Personengesellschaft, Kapitalgesellschaft (auch Einpersonengesellschaft) oder als Genossenschaft in Erscheinung.

## Abgrenzungen
Nicht jede Personenvereinigung ist eine Gesellschaft. Keine Gesellschaft ist die Gemeinschaft, etwa die Bruchteilsgemeinschaft (den Beteiligten gehört nur ein Vermögensgegenstand gemeinsam; § 741 BGB). Auch die eheliche Lebensgemeinschaft (verfolgt keinen bestimmten Zweck; § 1353 Abs. 1 Satz 2 BGB), die Gütergemeinschaft (§ 1411 und § 1485 BGB) und die Erbengemeinschaft (entsteht kraft Gesetzes; § 2032 BGB) hat keinen Gesellschaftscharakter.
Nicht zu den Gesellschaften gehören auch Stiftungen (es mangelt an der Personenvereinigung; § 80 und § 82 BGB), Anstalten und Körperschaften des öffentlichen Rechts (entstehen unter Maßgabe öffentlichen Rechts).
Eine Gesellschaft besteht im Normalfall aus mindestens zwei Gesellschaftern. Scheidet der vorletzte Gesellschafter einer (Personen-)Gesellschaft aus, so endet die Gesellschaft und wird gegebenenfalls in Form eines Einzelunternehmens fortgeführt. Die Ausnahme bildet die Einpersonengesellschaft (sogenannte Einmann-Gesellschaft). Sie kann als Aktiengesellschaft (AG), Europäische Gesellschaft (SE), Gesellschaft mit beschränkter Haftung (GmbH) oder Unternehmergesellschaft (haftungsbeschränkt) (UG (haftungsbeschränkt)), mit nur einem Gesellschafter, der sämtliche Aktien bzw. Geschäftsanteile besitzt, geführt werden.

## Zweck
Der gemeinsame Zweck kann im Betrieb eines Handelsgewerbes (Betriebszweck), im gemeinsamen Praxisbetrieb bei Freiberuflern, in gemeinsamer Grundstücksverwaltung, Arbeitsgemeinschaften, Fahrgemeinschaften oder Tipp-Gemeinschaften bestehen. Dieser gemeinsame Zweck muss im Gesellschaftsvertrag erwähnt werden (Im österreichischen Recht ist der Unternehmensgegenstand einzutragen, nicht der Zweck). Ein Gesellschaftsvertrag, der verbotene oder sittenwidrige Zwecke zum Ziel hat, ist nichtig (§ 134 und § 138 BGB). Der gemeinsame Zweck muss durch die Gesellschafter gefördert werden (durch Kapitaleinlagen, Mithaftung für Gesellschaftsschulden) und die Belange der Gesellschaft unterstützen. Die Gesellschafter können gegenseitig die Förderung des vereinbarten Zwecks verlangen.

## Gesellschaftsvertrag
Jede Gesellschaft entsteht durch einen Gesellschaftsvertrag. Das Recht der BGB-Gesellschaft und der Personengesellschaften ist weitgehend dispositiv, so dass bei der Gestaltung eines Gesellschaftsvertrags eine erhebliche Vertragsfreiheit zur Gestaltung einer Gesellschaft zur Verfügung steht. Ein Gesellschaftsvertrag muss regeln, dass und wie jeder der Gesellschafter an der Erreichung des gemeinsamen Gesellschaftsziels mitzuwirken hat (§ 705 BGB). Der Gesellschaftsvertrag muss nicht ausdrücklich geschlossen werden, da das Gesetz keine besondere Form vorsieht (nichteheliche Lebensgemeinschaft). Ausnahmen bestehen für Kapitalgesellschaften, denn hier ist notarielle Beurkundung (§ 23 AktG, § 2 GmbHG) vorgesehen. Für Kapitalgesellschaften ist der Mindestinhalt eines Gesellschaftsvertrags gesetzlich vorgeschrieben (§ 23 Abs. 3 AktG, § 3 Abs. 1 GmbHG), so dass die Verfassung dieser Gesellschaften eine Mindestregelung erfordert. Bei der Scheingesellschaft fehlt der Gesellschaftsvertrag.

## Arten
Die Gesellschaft bürgerlichen Rechts (GbR) ist das Grundmodell der Gesellschaft. Sie wird von Unternehmen gegründet, um einen bestimmten, oft zeitlich befristeten Zweck zu erfüllen (Konsortium, Arbeitsgemeinschaft); freie Berufe können sich zeitlich unbefristet als GbR zusammenschließen (Gemeinschaftspraxis), natürliche Personen in Form der Tippgemeinschaft oder der Fahrgemeinschaft. Systematisch werden die Gesellschaften aufgeteilt in:
- Personengesellschaften,
- Kapitalgesellschaften und
- Genossenschaften.

Personengesellschaften sind nicht zwingend rechtsfähig oder teilrechtsfähig. Kapitalgesellschaft und Genossenschaft sind Körperschaften des privaten Rechts; diese gehören zu den juristischen Personen und sind als solche rechtsfähig.
Zu den Personengesellschaften gehören:
- die Gesellschaft bürgerlichen Rechts (GbR),
- die offene Handelsgesellschaft (oHG),
- die Kommanditgesellschaft (KG) (einschließlich der offenen Investmentkommanditgesellschaft (offene InvestmentKG) (§ 124 ff. KAGB), welche wiederum die offenen Investmentkommanditgesellschaft mit Teilgesellschaftsvermögen (offene InvestmentKG m. Teilgesellschaftsvermögen) (§ 132 und § 134 Absatz 2 KAGB) einschließt, und der geschlossenen Investmentkommanditgesellschaft (geschlossene InvestmentKG) (§ 149 ff. KAGB)),
- die stille Gesellschaft,
- die Partnerschaftsgesellschaft (Partnerschaft) (einschließlich der Partnerschaft mit beschränkter Berufshaftung (Part mbB)),
- die Partenreederei,
- die stille Reederei und
- die Europäische wirtschaftliche Interessenvereinigung (EWIV) (Verordnung (EWG) Nr. 2137/85).

Sie müssen mindestens zwei Gesellschafter aufweisen.
Kapitalgesellschaften sind:
- die Aktiengesellschaft (AG) (§ 2 AktG) (einschließlich der REIT-Aktiengesellschaft (REIT-AG) (§ 1 REITG), der Investmentaktiengesellschaft mit veränderlichem Kapital (InvestmentAG [m. veränderlichem Kapital]) (§ 108 ff. KAGB), welche wiederum die Investmentaktiengesellschaft mit veränderlichem Kapital mit Teilgesellschaftsvermögen (InvestmentAG [m. veränderlichem Kapital] m. Teilgesellschaftsvermögen) (§ 117 und § 118 Absatz 1 Satz 2 und Absatz 2 KAGB) einschließt, und der Investmentaktiengesellschaft mit fixem Kapital (InvestmentAG) (§ 140 ff. KAGB)),
- die Europäische Gesellschaft (SE) (Verordnung (EG) Nr. 2157/2001) und
- die Gesellschaft mit beschränkter Haftung (GmbH) (§ 1 GmbHG) (einschließlich der gGmbH, welche ausschließlich und unmittelbar steuerbegünstigte Zwecke nach den §§ 51 bis 68 der Abgabenordnung verfolgt (§ 4 Satz 2 GmbHG i. V. m. § 51–§ 68 AO) und der Unternehmergesellschaft (haftungsbeschränkt) (§ 5a GmbHG)), bei denen ein Gesellschafter genügt (§ 6 Abs. 1 GmbHG, § 76 Abs. 2 AktG) sowie
- die Kommanditgesellschaft auf Aktien (KGaA), die mindestens 2 Gesellschafter erfordert.

Genossenschaften sind:
- die eingetragene Genossenschaft (e. G.) (§ 1 Genossenschaftsgesetz (GenG)) und
- die Europäische Genossenschaft (SCE) (Verordnung (EG) Nr. 1435/2003).

Die Zahl der Mitglieder einer eingetragenen Genossenschaft muss mindestens drei betragen (§ 4 GenG). Eine SCE kann von mindestens fünf natürlichen Personen gegründet werden (Artikel 2 Absatz 1 Verordnung (EG) Nr. 1435/2003 in der konsolidierten Fassung vom 21. August 2003).
Das Bürgerliche Gesetzbuch (BGB) spricht von Gesamthandsgemeinschaft, wenn das Vermögen der Gemeinschaft ein Sondervermögen ist, welches der Gemeinschaft „zur gesamten Hand“ (also gemeinsam) zusteht. Dies gilt für die Gesellschaftsformen der GbR, der OHG und der KG (§ 705 BGB sowie § 105 und § 161 HGB); zudem auch für einige weitere Personenvereinigungen wie den nicht rechtsfähigen Verein (auf den die Vorschriften über die Gesellschaft Anwendung finden, obwohl er keine Gesellschaft ist, § 54 BGB), die Gütergemeinschaft (mit dem Gesamtgut, § 411 und § 1485 BGB) und die Erbengemeinschaft (§ 2032 BGB).

## International
Es können nur die gesetzlich vorgesehenen Rechtsformen gebildet werden, gegebenenfalls als Mischform (GmbH & Co. KG). Allerdings hat der Europäische Gerichtshof (EuGH) entschieden, dass eine in einem EU-Mitgliedstaat gegründete Gesellschaft in einem anderen Mitgliedstaat anerkannt werden muss, wenn sie dorthin ihren Sitz verlegt. Dadurch ist es möglich, neben den deutschen und den EU-weit eingeführten supranationalen Gesellschaftsformen (EWIV, SE und SCE) auch nationale Gesellschaftsformen zu etablieren. Für diese supranationalen Gesellschaftsformen enthalten EU-Verordnungen unmittelbar in Deutschland geltendes Recht.